# PTAFR
PTAFR (англ. Platelet activating factor receptor) – білок, який кодується однойменним геном, розташованим у людей на короткому плечі 1-ї хромосоми.  Довжина поліпептидного ланцюга білка становить 342 амінокислот, а молекулярна маса — 39 203.
| 10         |  | 20         |  | 30         |  | 40         |  | 50         |
| ---------- |  | ---------- |  | ---------- |  | ---------- |  | ---------- |
| MEPHDSSHMD |  | SEFRYTLFPI |  | VYSIIFVLGV |  | IANGYVLWVF |  | ARLYPCKKFN |
| EIKIFMVNLT |  | MADMLFLITL |  | PLWIVYYQNQ |  | GNWILPKFLC |  | NVAGCLFFIN |
| TYCSVAFLGV |  | ITYNRFQAVT |  | RPIKTAQANT |  | RKRGISLSLV |  | IWVAIVGAAS |
| YFLILDSTNT |  | VPDSAGSGNV |  | TRCFEHYEKG |  | SVPVLIIHIF |  | IVFSFFLVFL |
| IILFCNLVII |  | RTLLMQPVQQ |  | QRNAEVKRRA |  | LWMVCTVLAV |  | FIICFVPHHV |
| VQLPWTLAEL |  | GFQDSKFHQA |  | INDAHQVTLC |  | LLSTNCVLDP |  | VIYCFLTKKF |
| RKHLTEKFYS |  | MRSSRKCSRA |  | TTDTVTEVVV |  | PFNQIPGNSL |  | KN         |

A: Аланін

C: Цистеїн

D: Аспарагінова кислота

E: Глутамінова кислота

F: Фенілаланін

G: Гліцин

H: Гістидин

I: Ізолейцин

K: Лізин

L: Лейцин

M: Метіонін

N: Аспарагін

P: Пролін

Q: Глутамін

R: Аргінін

S: Серин

T: Треонін

V: Валін

W: Триптофан

Кодований геном білок за функціями належить до рецепторів, g-білокспряжених рецепторів, білків внутрішньоклітинного сигналінгу. 
Задіяний у такому біологічному процесі як хемотаксис. 
Локалізований у клітинній мембрані, мембрані.